# Eutrichosiphum neoalnicola
Eutrichosiphum neoalnicola är en insektsart. Eutrichosiphum neoalnicola ingår i släktet Eutrichosiphum och familjen långrörsbladlöss. Inga underarter finns listade i Catalogue of Life.